# Карасевский, Александр Иванович
Александр Иванович Карасевский (1796 — 25 декабря 1856) — государственный деятель Российской империи, директор Духовно-Учебного Управления при Святейшем Синоде, исправляющий должность обер-прокурора Святейшего Синода, тайный советник (23.04.1850).

## Биография
Родился в 1796 году и происходил из обер-офицерских детей. После окончания Калужской губернской гимназии был зачислен (1809) в казённокоштные студенты Императорского Московского университета. Слушал лекции до лета 1812 года. В сентябре 1813 года получил от Московского университета аттестат для вступления на действительную службу. 10 января 1814 года поступил на службу в Военное министерство. За десять лет (1814—1824) службы в канцелярии генерал-кригскомиссара и чиновником особых поручений при военном министре он не раз побывал за границей для осмотра военных запасов действовавшей там русской армии. В 1824 году он был перемещён в Провиантский департамент. В 1825 году был назначен помощником правителя дел в следственную комиссию для расследования о злоумышленных обществах (по делу декабристов).
С 7 апреля 1831 года служил чиновником особых поручений при министре финансов. 27 августа 1832 года назначен правителем дел комиссии духовных училищ, членом учреждённой при обер-прокуроре консультации и членом хозяйственного комитета при Святейшем Синоде.
1 апреля 1839 года определён директором вновь учреждённого Духовно-Учебного Управления при Св. Синоде, 4 октября 1840 года произведён в действительные статские советники. При нём и через него проведена была реформа духовно-учебных заведений графа Протасова. Он прекрасно поставил хозяйственную часть учебных заведений и много увеличил духовно-учебные капиталы; особенные услуги оказал он при устройстве Петербургской семинарии, которая поручена была особенному попечению его. Не раз он исполнял должность обер-прокурора Св. Синода. С 1843 года был членом комитета по пересмотру правил о производстве в чины. В 1844 году избран в почётные члены конференции Казанской духовной академии. 23 апреля 1850 года произведён в тайные советники. В 1852 году был членом комитета по рассмотрению действовавшей контрольной системы. В том же году избран в почётные члены конференции Московской духовной академии. Много раз, по воле цесаревны Марии Александровны, ездил в Ярославль, Казань и другие города для устройства и обозрения женских духовно-учебных заведений.
После смерти Н. А. Протасова 22 января 1855 года был назначен исправляющим должность обер-прокурора Святейшего Синода; но тяжёлая болезнь принудила его оставить это высокое место (20 сентября 1856 года). 30 октября 1856 года назначен был членом Комиссии для принятия прошений на Высочайшее имя приносимых. 12 ноября 1856 года, с небольшим за месяц до кончины, был назначен попечителем всех женских духовноучебных заведений под непосредственным начальством императрицы Марии Александровны.
Умер 25 декабря 1856 года в Москве, похоронен на кладбище при Добросельской церкви Новгородского уезда Новгородской губернии.

## Награды
Карасевский был награждён многими орденами, в их числе:
- Орден Святой Анны 3-й степени (3 января 1819 года)
- Орден Святого Владимира 4-й степени (17 июня 1823 года)
- Орден Святой Анны 2-й степени (12 февраля 1826 года; императорская корона к этому ордену пожалована 10 августа 1837 года)
- Орден Святого Станислава 2-й степени (9 ноября 1826 года)
- Знак отличия беспорочной службы за XV лет (22 августа 1832 года)
- Знак отличия беспорочной службы за XX лет (22 августа 1838 года)
- Орден Святого Владимира 3-й степени (11 ноября 1842 года)
- Знак отличия беспорочной службы за XXV лет (22 августа 1843 года)
- Орден Святого Станислава 1-й степени (15 декабря 1844 года)
- Орден Святой Анны 1-й степени (27 декабря 1846 года; императорская корона к этому ордену пожалована 21 марта 1852 года)
- Знак отличия беспорочной службы за XXX лет (22 августа 1847 года)
- Знак отличия беспорочной службы за XXXV лет (22 августа 1852 года)
- Орден Святого Владимира 2-й степени (31 марта 1854 года)
- Орден Белого орла (26 августа 1856 года)